# SWIFT J1756.9−2508
SWIFT J1756.9-2508 ist ein Ultrakompakter Röntgendoppelstern, welcher mit dem Swift-Satelliten aufgespürt wurde. Das System besteht aus einem Milisekundenpulsar und einem Begleiter mit extrem geringer Masse (0,0067 bis 0,003 M☉). Es wird vermutet, dass der Begleiter früher ein richtiger Stern war, aber die gesamte Masse durch Massentransfer an den Pulsar verloren hat, wodurch dieser seine Rotationsgeschwindigkeit noch erhöht hat.